# Książę miłości
Książę miłości (The Price of Love, 1995) – telewizyjny dramat filmowy, wyprodukowany na potrzeby stacji FOX.

## Opis fabuły
Szesnastoletni Brett zostaje wyrzucony z własnego domu. Osiedla się w Los Angeles, gdzie poznaje Beau, prostytuującego się, by przeżyć. Ten wprowadza go w świat męskiej prostytucji. Beau jest gejem, Brett z kolei – młodocianym żigolakiem świadczącym usługi męskim klientom.

## Obsada
- Peter Facinelli – Brett
- Laurel Holloman – Roxanne
- Jay R. Ferguson – Beau
- Steven Martini – Tony
- Alexis Cruz – Alberto
- Harvey Silver – Puff
- Ben Gould – Max
- John Posey – sierżant Albro